# Pere III d'Empúries
Pere III (? - 1401) fou comte d'Empúries (1401). Fill segon de Joan I d'Empúries i la seva segona muller, la infanta Joana d'Aragó, filla de Pere III el Cerimoniós. Pere III heretà el comtat d'Empúries a la mort del seu germà Joan II d'Empúries, on tan sols fou comte durant quaranta dies, i ni tan sols fou reconegut pel comte-rei Martí I. Es casà el 1399 amb Joana de Rocabertí i de Fenollet, aquesta heretà el comtat a la seva mort, i el seu germà Jofre VI de Rocabertí fou nomenat co-adjunt al comtat. Però el rei Martí, oncle de Pere III, no acceptà aquesta disposició i apel·là les disposicions de 1325 i 1341 que estipulaven que en cas d'extinció de la línia directa, el comtat retornava a la corona com a tronc comú de la branca dinàstica. Així doncs, el rei Martí va unir el comtat als dominis reials l'any 1402.